# Universidade Federal da Paraíba
A Universidade Federal da Paraíba (UFPB) é uma instituição de ensino superior pública federal brasileira, localizada no estado da Paraíba. Sua sede está em João Pessoa, no bairro do Castelo Branco, possuindo também três campi no interior: Areia, Bananeiras e Litoral Norte (Rio Tinto e Mamanguape), além das unidades do bairro de Mangabeira e de Santa Rita, ambas na Grande João Pessoa. 
A Universidade Federal da Paraíba é reconhecida pela sua excelência no ensino e em pesquisas tecnológicas e, atualmente, encontra-se entre as melhores Universidades da América Latina. Ganhando prêmios como: "Top User Award 2013" e ficando em 3º lugar no projeto desenvolvido no Programa de Pós-Graduação em Biologia Celular e Molecular do "Santander Universidades". A Universidade Federal da Paraíba, também possui o 1º lugar nos cursos de ciências econômicas, direito, jornalismo, secretariado executivo e turismo, avaliados pelo CPC.

## História

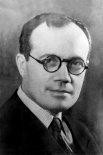
José Américo de Almeida

A Universidade da Paraíba, de responsabilidade estadual, foi fundada por iniciativa de José Américo de Almeida, em 1955, a partir da reunião de onze cursos de nível superior que já existiam no estado, entre eles o curso de Agronomia, que deu origem a universidade. Sua criação se deu primeiramente através da Lei Estadual Nº 1.366, de 2 de dezembro de 1955. Cinco anos depois, em 13 de dezembro, a Lei Nº 3.835 federalizou a então chamada Universidade da Paraíba, que assumiu, enfim, sua denominação atual. 
O primeiro curso superior da Paraíba foi o curso de Agronomia oferecido pela Escola de Agronomia do Nordeste, na cidade de Areia, em 1934. A partir daí, foram abertos vários cursos isoladamente por ações, principalmente, de entidades classistas. 

### Desmembramento
Em 2002, a Universidade Federal da Paraíba, então formada pelos campi de João Pessoa, Bananeiras, Areia, Campina Grande, Patos, Cajazeiras e Sousa, foi desmembrada para formação da Universidade Federal de Campina Grande (UFCG). Esta abrangeu, a partir de então, os campi de Campina Grande, Patos, Sousa e Cajazeiras, ao passo que a UFPB ficou com os campi de João Pessoa, Areia e Bananeiras, sendo criados posteriormente o campus do Litoral Norte, com estrutura em duas cidades: Mamanguape e Rio Tinto, e as unidades de Mangabeira e Santa Rita.

### Expansão
Através do Reuni, um programa do Governo Federal brasileiro de apoio a planos de reestruturação e expansão das Universidades Federais, a UFPB  desde 2008, prevê o aumento do número de vagas da universidade, além de criar dezenas de novos cursos, como por exemplo: psicopedagogia, engenharia química, engenharia de computação, cinema e audiovisual e outros.

## Estrutura

### A UFPB em Números
Segundo dados do Relatório de Gestão de 2016, a universidade possui: 

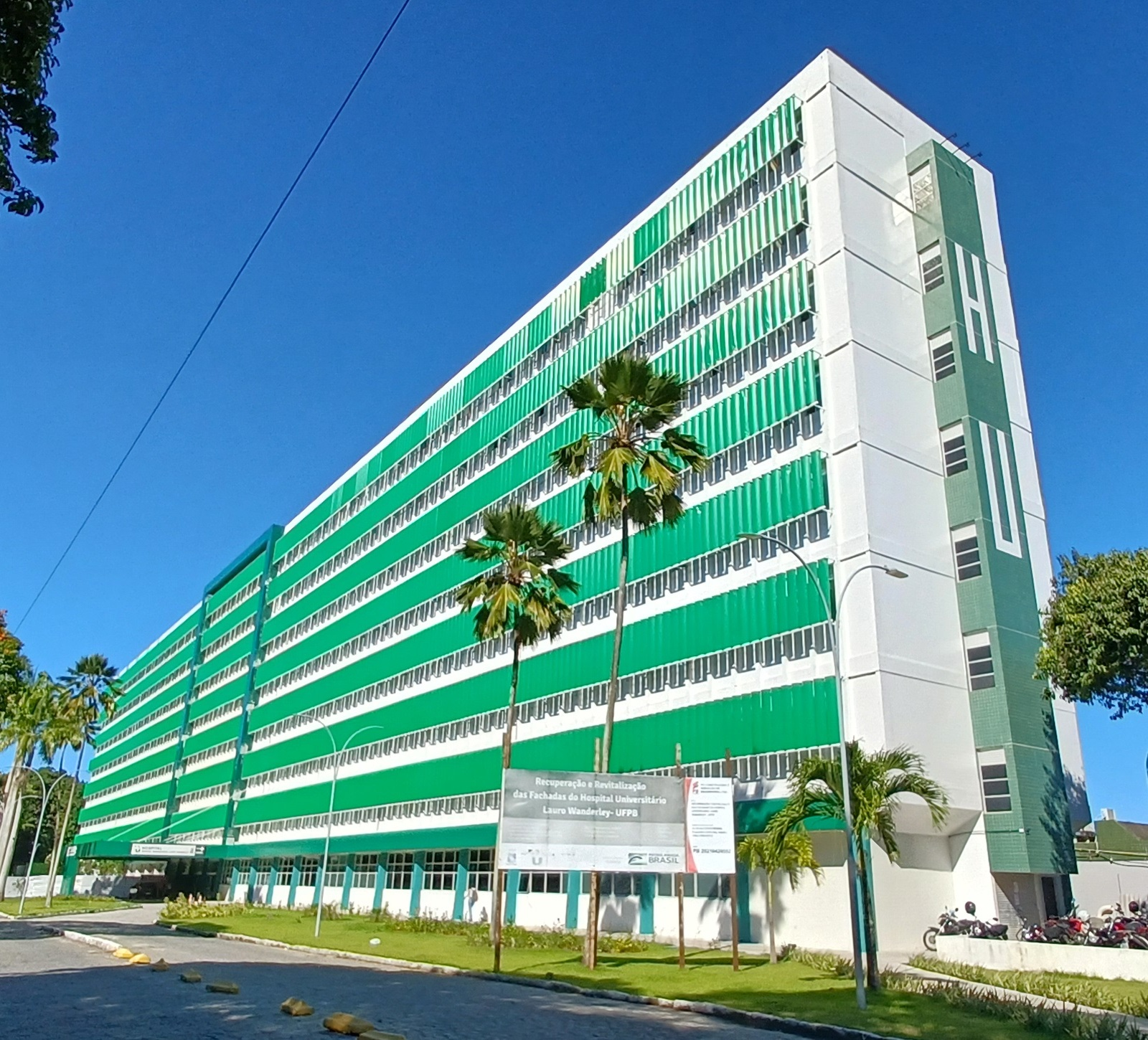
Hospital Universitário Lauro Wanderley (HULW)

- 16 centros de ensino (sendo treze em João Pessoa, um em Areia, um em Bananeiras e um no Litoral Norte);
- 57 centros e departamentos acadêmicos;
- 123 cursos de graduação (sendo 112 presenciais e 11 a distância);
- 12 cursos de especialização;
- 60 cursos de mestrado acadêmico;
- 10 cursos de mestrado profissional;
- 38 cursos de doutorado;
- 2 637 professores;
- 3 584 funcionários técnico-administrativos;
- 39 283 alunos matriculados:
  - 29 753 na Graduação Presencial;
  - 3 238 na Graduação à Distância;
  - 6 292 na Pós-graduação:
    - 4 730 stricto sensu;
    - 1 562 lato sensu.[7]

A instituição ainda possui duas escolas de ensino médio e profissional: Escola Técnica de Saúde (CCS) e Colégio Agrícola Vidal de Negreiros (CCHSA), 513 laboratórios, uma biblioteca central e 14 setoriais, uma TV universitária (TV UFPB Canal 43 - UHF), uma Editora, um hospital universitário (HULW), um hospital veterinário (CCA), quatro restaurantes, seis residências, dois teatros, uma sala de cinema (Cine Aruanda) e o Instituto UFPB de Desenvolvimento da Paraíba (IDEP).

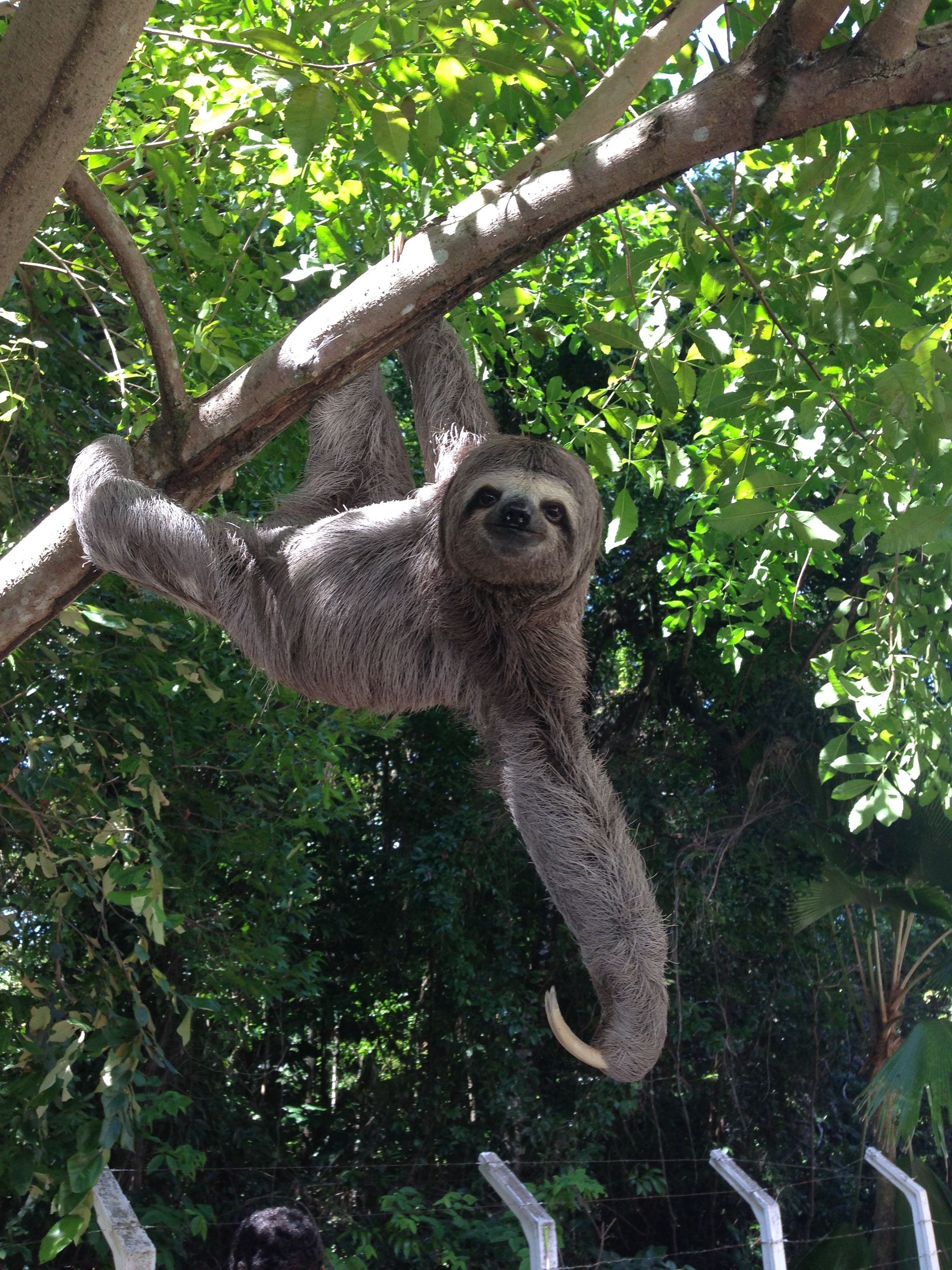
Bicho-preguiça no Campus I

### Mata Atlântica
O campus I da UFPB em João Pessoa está entremeado em fragmentos da Mata Atlântica, um bioma de clima tropical, quente e úmido. Um dos animais nativos que são encontrados nesse campus é o bicho-preguiça, para ligar as vegetações estudantes de Biologia e Engenharia Ambiental desenvolveram o projeto de pontes ecológicas onde animais como esse, possam se deslocar entre árvores, sobre as vias.

## Campi

### João Pessoa

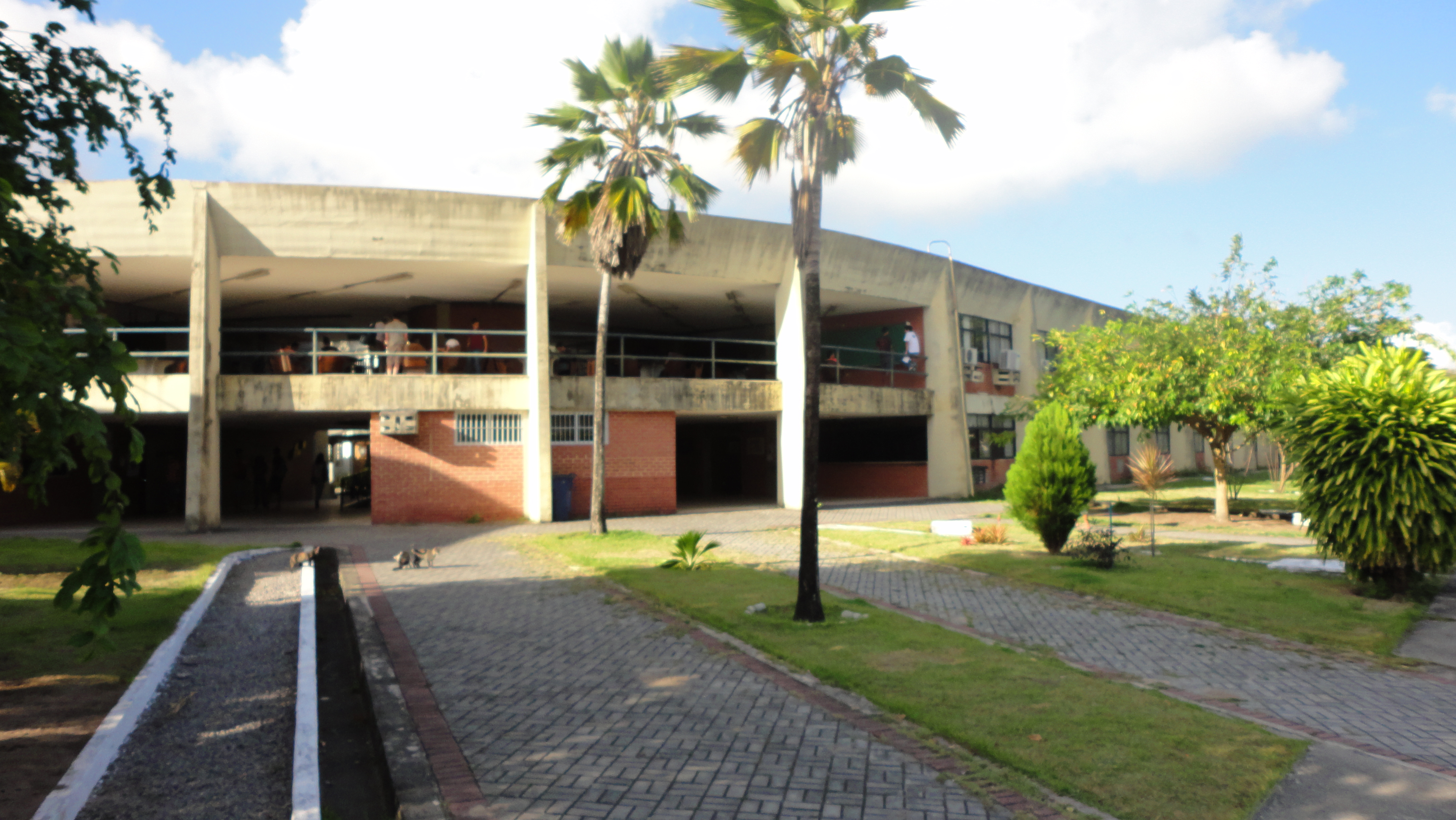
CCEN - UFPB

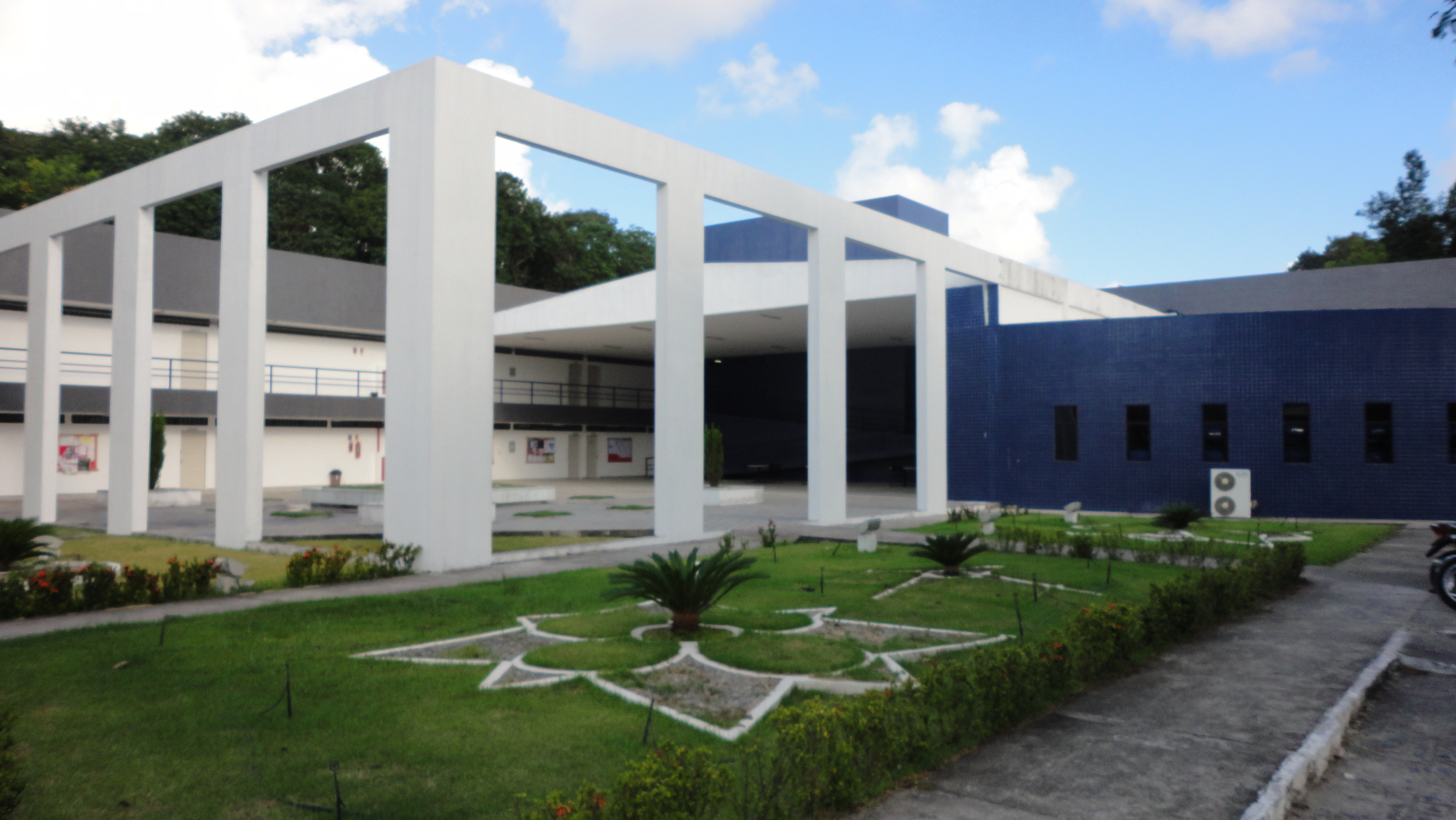
CCJ - UFPB

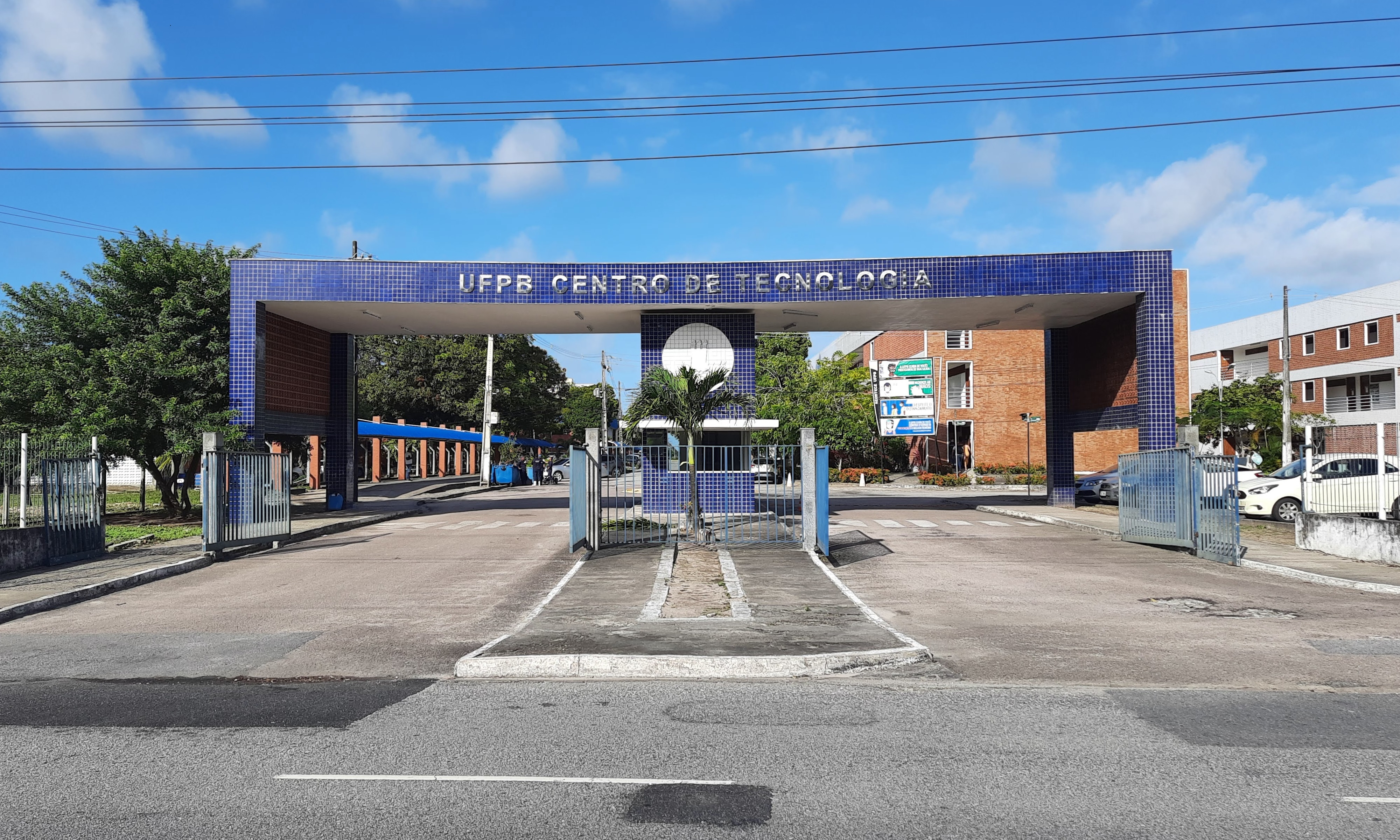
Pórtico de entrada do Centro de Tecnologia (CT)

Na capital paraibana, estão localizados o Campus I e a unidade do bairro de Mangabeira. 
O Campus I está situado no bairro Castelo Branco. É o campus-sede da UFPB, onde funciona a Cidade Universitária e abriga os seguintes centros de ensino, pesquisa e extensão universitária:
- Centro de Biotecnologia (CBiotec);[13]
- Centro de Ciências Exatas e da Natureza (CCEN);[14]
- Centro de Ciências Humanas, Letras e Artes (CCHLA);[15]

- Centro de Ciências Jurídicas (CCJ),[16] que possui uma extensão no município de Santa Rita;[17]
- Centro de Ciências Médicas (CCM);[18]
- Centro de Ciências da Saúde (CCS);[19]
- Centro de Ciências Sociais Aplicadas (CCSA);[20]
- Centro de Comunicação Turismo e Artes (CCTA);[21]
- Centro de Educação (CE);[22]
- Centro de Energias Alternativas e Renováveis (CEAR);[23]
- Centro de Tecnologia (CT).[24] A Unidade de Mangabeira foi inicialmente tratada como um novo campus e ficou denominado Campus Reitor Lynaldo Cavalcanti de Albuquerque. Entretanto, uma universidade não pode ter dois campi em uma única cidade. A unidade foi criada em 2012, com recursos do programa Reuni.[25] Entrou em funcionamento em 2014, com a instalação do Centro de Tecnologia e Desenvolvimento Regional (CTDR), que deixou suas instalações temporárias no Centro de Tecnologia (CT) do Campus I.[26] Em 2015, o Centro de Informática (CI) também mudou-se para a Unidade de Mangabeira.[27] Funcionam neste campus:
- Centro de Informática (CI);[28]
- Centro de Tecnologia e Desenvolvimento Regional (CTDR);[29]
- Núcleo de Pesquisa e Processamento de Alimentos (NUPPA).

Dois outros equipamentos, Escola de Iniciação Científica e Tecnológica (EICT) e Instituto de Desenvolvimento da Paraíba (IDEP), foram previstos na resolução de criação da Unidade.
Um ponto interessante do Campus I da UFPB é a presença de muitos gatos, sobretudo no CChLA, CE, CCSA e Central de aulas. É proibido o abandono de animais no campus, embora ainda ocorra em fatos isolados. Não é comum danos à saúde causados por esses animais.

### Areia
A cidade de Areia abriga o Campus II da UFPB, composto pelo Centro de Ciências Agrárias (CCA). Foi criado em 1934 como Escola de Agronomia da Parahyba e depois inaugurado em 1936, sendo o primeiro estabelecimento de Ensino Superior na área civil da Paraíba. O Bacharelado em Agronomia é, portanto, o curso superior mais antigo da UFPB.

### Bananeiras
A cidade de Bananeiras abriga o Campus III da UFPB, composto pelo Centro de Ciências Humanas, Sociais e Agrárias (CCHSA), antigo Centro de Formação de Tecnólogos. O que hoje se constitui o Campus III foi o "Patronato Agrícola Vidal de Negreiros", surgido na década de 20.
A história do ensino de Graduação, ainda com a denominação de Centro de Formação de Tecnólogos, começa em setembro de 1976, com a criação do Curso Técnico de Nível Superior em Cooperativismo, de curta duração, hoje curso de Bacharelado em Administração, sendo um dos mais conceituados do estado.

### Litoral Norte
As cidades de Rio Tinto e Mamanguape abrigam o Campus IV da UFPB, composto pelo Centro de Ciências Aplicadas e Educação (CCAE). Foi estabelecido no ano de 2005 no litoral norte paraibano. A priori o campus ficaria sendo em uma das cidades, mas disputas políticas o desmembraram nas duas cidades.

## Órgãos Suplementares
- Biblioteca Central: A Biblioteca Central está localizada no Campus I. Dispõe de diversos produtos e serviços para usuários da própria UFPB ou externos à instituição;
- Superintendência de Tecnologia da Informação (STI);
- Superintendência de Comunicação Social (SCS);
- Superintendência de Orçamento e Finanças (SOF);
- Superintendência de Infraestrutura (SINFRA);
- Superintendência de Logística de Transporte (SULT);
- Superintendência de Serviços Gerais (SSG);
- Superintendência de Segurança Institucional (SSI);
- Superintendência de Educação a Distância (SEAD);
- Editora Universitária;
- Instituto UFPB de Desenvolvimento da Paraíba (IDEP/UFPB);
- Agência UFPB de Inovação Tecnológica (INOVA/UFPB);
- Agência UFPB de Cooperação Internacional (ACI/UFPB);
- Hospital Universitário Lauro Wanderley (HULW);
- Núcleos de Pesquisa e Extensão;
- Instituto de Pesquisa em Fármacos e Medicamentos (IPeFarm).[34]

## Periódicos científicos
A UFPB editora os seguintes periódicos científicos:
- Informação e Sociedade;
- Revista Aufklärung;
- Sæculum - Revista de História  (vinculado ao Programa de Pós-Graduação em História da UFPB);
- Acta Semiotica et Linguistica;
- Revista Temas em Educação;
- Revista Evidenciação Contábil & Finanças;
- Revista Brasileira de Ciências da Saúde;
- Revista Brasileira de Políticas Públicas e Internacionais;
- Revista Nordestina de Biologia[35];
- Revista Paraibana de História;
- Prim@ Facie;
- Revista Ratio Iuris;
- Revista da ABET;
- Revista Gaia Scientia (vinculado ao Programa de Pós-Graduação em Desenvolvimento e Meio Ambiente da UFPB);
- Âncora - Revista Latino-americana de Jornalismo.

## Ver Também
- Universidade Federal da Bahia
- Universidade Federal de Campina Grande
- Universidade Estadual da Paraíba
- Instituto Federal da Paraíba